# Jintang (köpinghuvudort i Kina, Zhejiang Sheng, lat 30,01, long 121,87)
Jintang är en köpinghuvudort i Kina. Den ligger i provinsen Zhejiang, i den östra delen av landet, omkring 170 kilometer öster om provinshuvudstaden Hangzhou. Antalet invånare är 38 106. Befolkningen består av 18 441 kvinnor och 19 665 män. Barn under 15 år utgör 12,0 %, vuxna 15-64 år 73 %, och äldre över 65 år 14,0 %.
Runt Jintang är det mycket tätbefolkat, med 2 028 invånare per kvadratkilometer. Närmaste större samhälle är Beilun, 10,0 km söder om Jintang. 
Genomsnittlig årsnederbörd är 1 981 millimeter. Den regnigaste månaden är juni, med i genomsnitt 355 mm nederbörd, och den torraste är januari, med 68 mm nederbörd.